# Charles Gibson (storico)
Charles Gibson (Buffalo, 12 agosto 1920 – Keeseville, 22 agosto 1985) è stato uno storico ed etnologo statunitense, che scrisse opere fondamentali sui nahua e sul Messico coloniale, divenendo presidente dell'American Historical Association nel 1977.

## Biografia
Studiò storia alla Yale University con George Kubler, ed insegnò per diversi anni alla University of Iowa prima di trasferirsi alla University of Michigan. La sua tesi di laurea sul sistema politico Nahua di Tlaxcala (pubblicata nel 1952 come Tlaxcala in the Sixteenth Century), un alleato chiave degli spagnoli nella conquista del Messico, è stato il primo importante studio della conquista e della prima epoca coloniale presso i Nahuas, visto da una prospettiva indigena. Rimane un modello per gli studiosi che lavorano sull'etnostoria mesoamericana, o più semplicemente, sulla storia degli indiani messicani. Contribuì anche alla creazione di importanti guide bibliografiche alle opere della storia del Messico, come Handbook of Latin American Studies e etnostoria mesoamericana, nonché un indice per la rivista Hispanic American Historical Review. Il culmine del suo lavoro sull'epoca coloniale Nahua è The Aztecs Under Spanish Rule: A History of the Indians of the Valley of Mexico, 1519-1810 (1964), che "ha riordinato le priorità di ricerca per una generazione di storici coloniali".

## Opere
- Tlaxcala in the Sixteenth Century, New Haven: Yale University Press 1952.
- The Aztecs Under Spanish Rule: A History of the Indians of the Valley of Mexico, 1519-1810.  Stanford: Stanford University Press, 1964.
- Spain in America New York: Harper & Row, 1966.
- The Spanish Tradition in America. New York: Harper & Row. 1968.
- Attitudes of colonial powers toward the American Indian,(with Howard Peckham, editors). Salt Lake City: University of Utah Press, 1969.
- The Inca Concept of Sovereignty and the Spanish Administration of Peru Austin: University of Texas Press 1948. Republished, New York: Greenwood Press, 1969.
- The Colonial Period in Latin American History. 2nd. ed.  Washington: American Historical Association, 1970, 1968.
- The Black Legend: Anti-Spanish Attitudes in the Old World and the New. New York: Knopf, 1971.
- The Tovar Calendar: an illustrated Mexican Manuscript ca. 1585. Reproduced, with a commentary and handlist of sources on the Mexican 365-day year (with George Kubler).  New Haven: The Academy, 1951.
- Guide to the Hispanic American Historical Review, 1946-1955 (with Victor Niemayer). Durham, NC: Duke University Press 1958. New York: Kraus Reprint Co. 1976.
- Published Collections of Documents Relating to Middle America Ethnohistory,Handbook of Middle American Indians, volume 13, Guide to Ethnohistorical Sources, Part 2, edited by Howard F. Cline. Austin: University of Texas Press, 1973, pp. 3-42.
- Conquest, Capitulation, and Indian Treaties, (American Historical Association Presidential Address). American Historical Review 83, no. 1, February 1978, pp. 1–15.